# Roberto Ferreiro
Roberto Oscar Ferreiro (ur. 25 kwietnia 1935 w Avellanedzie, zm. 20 kwietnia 2017) – argentyński piłkarz, grający podczas kariery na pozycji prawego obrońcy.

## Kariera klubowa
Roberto Ferreiro rozpoczął karierę w klubie Independiente Avellaneda w 1958. Z Independiente trzykrotnie zdobył mistrzostwo Argentyny w 1960, 1963 i Nacional 1967 oraz dwukrotnie Copa Libertadores w 1964 i 1965. W 1964 Ferreiro wystąpił w obu meczach finałowych Copa Libertadores z Nacionalem Montevideo, a rok później w dwóch z trzech meczów finałowych z CA Peñarol.
W latach 1968–1970 był zawodnikiem River Plate. Ogółem w lidze argentyńskiej rozegrał 296 meczów. W 1971 krótko występował w Kolumbii w Millonarios FC, w którego barwach zakończył karierę.

## Kariera reprezentacyjna
W reprezentacji Argentyny Ferreiro zadebiutował w 1962. W 1963 wystąpił w turnieju Copa América, na którym Argentyna zajęła trzecie miejsce. Na turnieju wystąpił w dwóch meczach z Ekwadorem i Boliwią.
W 1966 został powołany na mistrzostwa świata. Na Mundialu w Anglii Ferreiro wystąpił we wszystkich czterech meczach z: Hiszpanią, RFN, Szwajcarią i ćwierćfinale z Anglią. Ogółem w barwach albicelestes wystąpił w 20 meczach.

## Kariera trenerska
Zaraz po zakończeniu kariery piłkarskiej Roberto Ferreiro został trenerem. W latach 1973–1974 prowadził Independiente Avellaneda. Z klubem z Avellanedy zdobył Puchar Interkontynentalny w 1973 oraz Copa Libertadores w 1974.